# ماریل آمانت
ماریل آمانت (انگلیسی: Marielle Amant؛ زادهٔ ۹ دسامبر ۱۹۸۹) بازیکن بسکتبال اهل فرانسه است که در پُست فوروارد/سنتر بازی می‌کند. او یکی از اعضای تیم ملی بسکتبال زنان فرانسه بوده و در رقابت‌های بین‌المللی، از جمله یوروبسکت، نقش مهمی ایفا کرده است. آمانت همچنین در لیگ برتر بسکتبال زنان فرانسه برای تیم‌های مختلفی بازی کرده و به دلیل قدرت بدنی، مهارت در ریباند و توانایی بازی در پُست‌های داخلی شناخته می‌شود.
وی در مسابقات کشوری و بین‌المللی در مجموع برندهٔ ۲ مدال نقره شده است.